# Arturo Cadore
Arturo Cadore (Soresina, 15 settembre 1877 – Gaggiano, 25 giugno 1929) è stato un compositore e organista italiano.
Nato a Soresina (Provincia di Cremona), compì gli studi di organo e composizione presso il Conservatorio «G. Verdi» di Milano, dove si diplomò nel 1903. Ebbe come maestri Polibio Fumagalli, Luigi Mapelli, e Alfredo Catalani. Svolse attività di compositore dedicandosi all’operetta, a canti di società e opere comiche. Nel 1896 fu rappresentata a Milano nel teatrino del caffè Aurora la sua opera I vespri siciliani, su libretto di Giuseppe Menin. Seguì l'opera lirica Il Natale (su libretto di Romeo Carugati), rappresentata il 7 settembre 1902 al Teatro Dal Verme di Milano, la prima prova importante nell'ambito di una produzione più impegnativa. Profondamente legato all'ambiente di Amilcare Ponchielli, suo concittadino, nel 1910 ebbe l’incaricato dall’editore Giudici e Strada di portare a termine l'opera rimasta incompiuta alla morte del compositore nel 1886, I mori di Valenza. Cadore intervenne con Il completamento delle parti mancanti e con la strumentazione di tutta a partitura e per il venticinquesimo anniversario della morte di Ponchielli, il 16 gennaio 1911. L'opera, però, fu eseguita soltanto il 17 marzo 1914 al Teatro del Casino di Montecarlo, riscuotendo un discreto successo sia per la qualità della ricostruzione sia per l'eccellente orchestrazione.
Altra importante composizione di Cadore fu il dramma lirico La rondinella, su libretto Angelo Nessi, rappresentato il 21 febbraio 1920 al Teatro Carcano di Milano. 
Fu sensibile anche a una produzione destinata alla didattica musicale, componendo pezzi per l'infanzia, fra i quali si ricordano i 10 Canti scolastici ad uso degli asili infantili con accompagnamento di pianoforte, la Mazurca In attesa della sposa o il Minuetto antico. Dopo la Prima guerra mondiale divenne docente di canto al Conservatorio di Milano.
Negli ultimi anni è stato organista presso la Chiesa di San Vittore Olona. Morì a Gaggiano all'età di 51 anni. 

## Opere
- I vespri siciliani, (libretto di Giuseppe Menin), operetta, prima al Caffè Aurora, Milano, 25 agosto 1896
- Il Natale (libretto di Romeo Carugati), opera in un atto (poi due), prima assoluta al Teatro dal Verme, Milano, 7 settembre 1902
- Neroncino (librettista sconosciuto), opera da ballo in tre atti, prima assoluta al Teatro Lirico, Milano, 1906
- La rondinella (libretto di Angelo Nessi), prima assoluta al Teatro Carcano, Milano, 21 febbraio 1920